# Sukhothai
Sukhothai (thai: สุโขทัย) és una petita ciutat situada a les províncies de Kamphaeng Phet i Sukhothai, a Tailàndia. A una distància de 427 km al nord de Bangkok sobre el riu Yom, un tributari del riu Chao Phraya. La població és de 37.000 habitants. La ciutat actual està localitzada 12 quilòmetres a l'est de la ciutat històrica, que era la capital del primer regne tailandès, en general anomenat regne de Sukhothai, d'aquí que sovint es diu Nou Sukhothai a la ciutat moderna i la capital de la província homònima i ciutat històrica de Sukhothai a l'antiga ciutat.
La ciutat històrica de Sukhothai va ser declarada com a Patrimoni de la Humanitat de la UNESCO des de l'any 1991, al costat d'una sèrie de ciutats associades:
| Codi    | Nom                             | Coordenades                                                |
| ------- | ------------------------------- | ---------------------------------------------------------- |
| 574-001 | Parc històric de Sukhothai      | 17° 00′ 26.0″ N, 99° 47′ 23.0″ E / 17.007222°N,99.789722°E |
| 574-002 | Parc històric de Si Satchanalai | 17° 31′ 26.2″ N, 99° 47′ 11.5″ E / 17.523944°N,99.786528°E |
| 574-003 | Parc històric de Kamphaeng Phet | 16° 28′ 00″ N, 99° 30′ 00″ E / 16.46667°N,99.50000°E       |